# HD113063
HD113063 — подвійна зоря. 
Ця подвійна система має видиму зоряну величину в смузі V приблизно 8,8.
Вона розташована на відстані близько 762,0 світлових років від Сонця.

## Подвійна зоря
Головна зоря цієї системи належить до хімічно пекулярних зір й має спектральний клас F0.
Інша компонента має  спектральний клас d.